# 傲賽馬必須死
傲賽馬必須死（英語：Scott Tenorman Must Die）是美國喜劇中心頻道動畫連續劇《南方四賤客》第5季的第4集，整個系列的第69集，首播於2001年7月11日。在這一集中，九年級學生傲賽馬讓阿ㄆㄧㄚˇ相信，從他那裡購買陰毛會讓阿ㄆㄧㄚˇ進入青春期。意識到自己被騙了，憤怒的阿ㄆㄧㄚˇ密謀向傲賽馬報仇。
南方四賤客的創作者特雷·帕克和馬特·斯通指出這一集是該系列的里程碑。這一集對阿ㄆㄧㄚˇ的性格特徵進行了重大改變，為他接下來幾季的精神病態滑稽動作設定了標準；它還促使創作者在一集中只關註一個情節，而不是該節目的早期情節，後者涉及幾個鬆散相關的從屬情節。《傲賽馬必須死》由特雷·帕克編劇，動畫導演艾瑞克·史托執導。英國搖滾樂隊電台司令以他們自己的身份在劇集中客串演出。
《傲賽馬必須死》一經上映便廣受好評，評論家經常認為它是南方四賤客最好的劇集之一，也是有史以來最偉大的情景喜劇之一。

## 情節
在從九年級學生傲賽馬那裡以10塊美金的價格購買了一把陰毛後，阿ㄆㄧㄚˇ認為他已經到了青春期，並把它展示給了屎蛋、凱子和阿尼。他們告訴他，自己的體毛一定會長出來，這一點激怒了阿ㄆㄧㄚˇ。他試圖要回他的錢，但被傲賽馬多次欺騙和羞辱，傲賽馬還從阿ㄆㄧㄚˇ那裡再偷走了6.12美元並燒掉了錢。阿尼因嘲笑阿ㄆㄧㄚˇ的滑稽動作而死。凱子讓阿ㄆㄧㄚˇ接受現實，但他決心報仇。他試圖訓練一匹小馬咬掉傲賽馬的陰莖，但金寶告訴他最好找出傲賽馬的弱點。
阿ㄆㄧㄚˇ發現傲賽馬最喜歡的樂隊是電台司令，並製定了一個讓樂隊成員不喜歡他的計劃；他們會在傲賽馬被咬後出現並侮辱他哭泣。阿ㄆㄧㄚˇ寫了一封信，要求他們參觀南方公園，聲稱傲賽馬死於癌症。屎蛋和凱子將阿ㄆㄧㄚˇ的計劃告訴了傲賽馬。阿ㄆㄧㄚˇ向傲賽馬發出了一個辣椒烹飪的邀請和一張騎小馬的門票。阿ㄆㄧㄚˇ離開後，傲賽馬告訴他的父母，德金斯先生（Mr. Denkins）的農場裡有一匹被遺棄的飢餓小馬。那天晚上他們去救它並把它帶到動物收容所。與此同時，傲賽馬和他的朋友們為阿ㄆㄧㄚˇ烹製含有陰毛的辣椒。
第二天，傲賽馬、阿ㄆㄧㄚˇ和老爹帶了辣椒來做飯。他們坐下來吃飯後，傲賽馬吃了一些阿ㄆㄧㄚˇ的辣椒，而阿ㄆㄧㄚˇ則把傲賽馬的辣椒圍了起來，這讓旁觀者（包括屎蛋和凱子）安靜地享受著傲賽馬的惡作劇。當阿ㄆㄧㄚˇ吃完傲賽馬的辣椒時，傲賽馬准備告訴他秘方，但阿ㄆㄧㄚˇ隨後透露他已經知道了，而且他吃的辣椒實際上是老爹的。阿ㄆㄧㄚˇ說他告訴屎蛋和凱子他的計劃是因為他知道他們會警告傲賽馬。阿ㄆㄧㄚˇ隨後宣布他的實際計劃是讓德金斯先生以非法侵入為由射殺傲賽馬的父母。當德金斯和包不了警官談話時，阿ㄆㄧㄚˇ偷走了屍體，把它們切碎，然後把它們的身體部位磨成他餵給傲賽馬的辣椒，這讓所有人都感到害怕。傲賽馬在碗裡發現了他母親的手指，又嘔吐，並開始哭泣。電台司令剛到場——不知道剛剛發生了什麼——稱傲賽馬“一點都不酷”和“愛哭鬼”。傲賽馬懇求他們不要離開，但他們不理會他，這讓他更加沮喪。當阿ㄆㄧㄚˇ開始舔著傲賽馬臉上的淚水時，屎蛋和凱子同意再也不會像傲賽馬那樣激怒阿ㄆㄧㄚˇ。阿ㄆㄧㄚˇ對著鏡頭揮手說：“結束喽，老兄” 隨著《樂一通》的背景出現在螢幕上，這一集以高調結束。

## 製作及播出

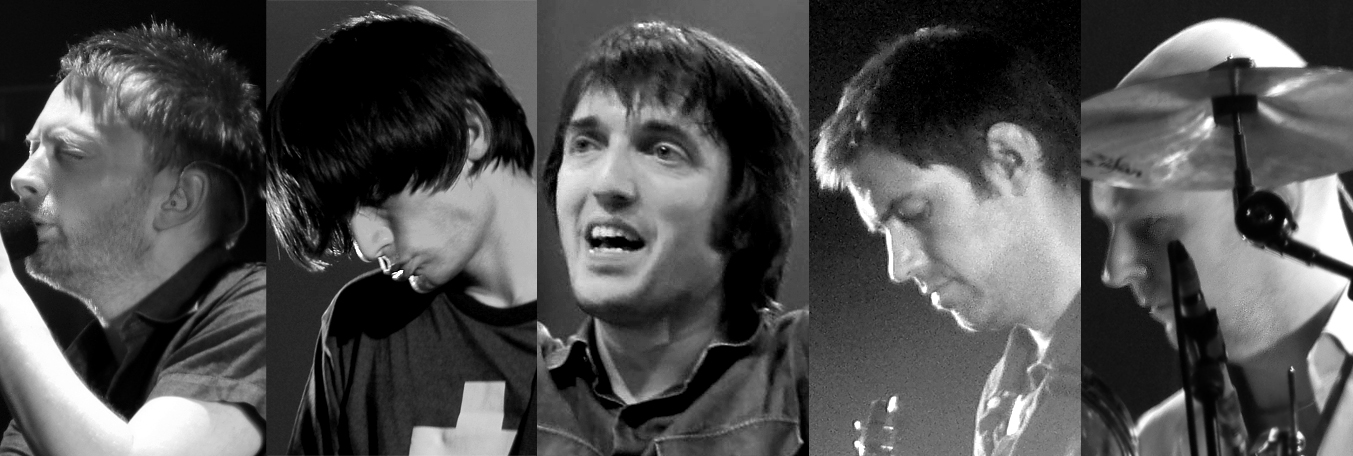
英國搖滾樂隊電台司令的成員出現在劇集中，並為他們的角色提供畫外音。

根據南方四賤客的創作者特雷·帕克和馬特·斯通的說法，《傲賽馬必須死》代表了劇集寫作和阿ㄆㄧㄚˇ角色的重大轉變。儘管最初只是一個煩人、被寵壞的孩子，阿ㄆㄧㄚˇ在節目的前幾集中變得有些刻薄。然而，在《傲賽馬必須死》中，他成為了“世界上最邪惡的孩子”，並且在整個系列集數中變得越來越黑。創作者爭論是否可以讓阿ㄆㄧㄚˇ殺死傲賽馬的父母並將他們餵給他，因為這是“與孩子一起做的瘋狂『事情』”，並且將為該系列和字符。最終，在對這個問題進行了長時間的辯論之後，作者們決定繼續這個想法。然而，他們發現非常重要的一點是，確保阿ㄆㄧㄚˇ不必“親自扣動扳機”，就可以間接殺死傲賽馬的父母。
帕克和斯通還提到這一集是南方四賤客寫作的里程碑，因為第一集只有一個情節，沒有從屬情節（即B故事甚至C故事）來支持這一集。創作者只能想出卡特曼和泰諾曼之間的貓捉老鼠的情況，他們將其描述為讓人想起經典卡通片中的關係，如《湯姆貓與傑利鼠》、《威利狼與嗶嗶鳥》。創作者擔心沒有次要情節會對劇集產生負面影響，但在完成後，他們意識到一個單一的、強大的情節運作良好。從那以後，許多劇集只包含一個情節主線，或兩個密切相關的故事。《傲賽馬必須死》由特雷·帕克編劇，南方四賤客動畫導演艾瑞克·史托執導。雖然南方四賤客的大部分劇集都是在一週內創作的，但本劇集的創作始於2001年5月中旬，也就是本季6月20日開始前一個多月，該劇集的製作代碼為501（意思是第5季的第1集）。早期開始是因為創作者有時會嘗試在“非常指望”中製作一集，這意味著他們“至少開始了一半”製作動畫。這樣，他們可以在長達兩個月、要求很高的演出中休息幾天，然後回去完成“非常指望”節目的工作。
這一集的初稿是在帕克和斯通還在完成他們另一部電視節目《那是我的小布希》的最後一集剪輯的時候寫的，2001年的本節目在它的初稿中，該集的原文標題是《Scott Tenorall Must Die》，但帕克後來決定更改角色的名字，因為他認為「Tenorman」聽起來更有趣。到5月底，該集的幾部草稿已經完成，動畫製作已經開始。到6月初，製作代碼502（後來變成了第66集《「賽」詛咒》）的寫作已經開始，創作者決定讓這一季首播。在本賽季開始之前，《傲賽馬必須死》作為第四集被推遲。該集最終在美國喜劇中心頻道於2001年7月11日播出，繼《殘障格鬥》和《超級好朋友》之後。節目的原播並沒有看到阿尼的鬼魂，當時他把自己笑死了。這是在接下來的星期六重播的劇集中添加的。考慮到創作者在播出當天製作節目時的匆忙，這樣的小改動偶爾會在南方四賤客發生。
該劇集的劇本與已完成的劇集有一些細微的差別。在阿ㄆㄧㄚˇ為他的複仇設計計劃的漫長“瘋狂科學家”場景之後，應該揭示出他如此專心地畫的任何東西“只是一匹愚蠢的小馬蠟筆劃。”在完成的劇集中，阿ㄆㄧㄚˇ的畫沒有公開；然而，在阿ㄆㄧㄚˇ給孩子們的簡報期間，小馬畫在劇集的早些時候出現過。在傲賽馬在阿ㄆㄧㄚˇ面前燒錢的場景中，劇本指導說阿ㄆㄧㄚˇ應該像1995年歷史劇電影《勇敢的心》的威廉·華勒斯，在他意識到自己被背叛的那一刻。在同一個場景中，記載阿ㄆㄧㄚˇ會跌倒在泥濘的草坪上，然後用泥土在臉上塗上戰爭顏料。南方四賤客的前幾季是用 PowerAnimator 軟件製作的。工作室從第五季開始使用 Maya。這一集中的陰毛是從南方四賤客的主要故事腳本作者阿德里安·比爾德的脖子後面掃描的毛髮。英國樂隊電台司令的成員—— 湯姆·約克、強尼·格林伍德、科林·格林伍德、艾德·歐布萊恩和菲利普·塞爾韋——為他們的角色配音。樂隊在聖塔芭芭拉巡演，馬特·斯通從洛杉磯開車到那裡錄製他們的台詞。在指導歌手湯姆·約克時，斯通告訴他要“更多地表達情感”，因為他的表演對於動畫畫外音來說還不夠誇張。斯通發現讓約克在他的演講中加入更多情感是具有諷刺意味的，因為約克“非常擅長完美地表達情感，準確地，以如此複雜和美麗的管道表達情感方面非常出色”這一集還包括帕克和斯通對大多數角色的常規配音表演，以及艾利沙·史奈達和莫娜・馬希爾對女聲的表演。傲賽馬的聲音由陶比·莫頓（Toby Morton）提供。

## 文化流行和主題
傲賽馬最喜歡的樂隊是英國搖滾樂隊電台司令。當金寶不知道什麼是“電台司令”時，阿ㄆㄧㄚˇ和阿諾為他唱了他們1992年歌曲《Creep》的一部分。在阿ㄆㄧㄚˇ的配音影片中，樂隊在MTV上接受了長期MTV主持人庫特·洛德的採訪。洛德此前曾在第四季劇集《殘疾歌手怪T》中被模仿。阿ㄆㄧㄚˇ早前曾試圖誘騙傲賽馬歸還他的錢，但他提到搖滾歌手寇特妮·洛芙在南方公園喝醉並在公共場合裸體。阿ㄆㄧㄚˇ讓小馬咬掉傲賽馬陰莖的想法的靈感來自電影《人魔》，其中“這個畸形的傢伙訓練巨豬活著吃掉他的敵人。”:50 1991年電影《沉默的羔羊》的續集《人魔》在該集播出前幾個月上映。當阿ㄆㄧㄚˇ在向傲賽馬講述科林斯堡的陰毛之後離開他時，阿ㄆㄧㄚˇ告訴他“哈哈，傲賽馬，你是個騙子”，指的是平克·弗洛伊德的《動物》中的“豬（三個不同的）”。
出現虹膜的這一集的結尾暗指了《樂一通》卡通片，阿ㄆㄧㄚˇ扮演了口吃的角色豬小弟，並發表了他的標誌性台詞“結束喽，老兄”（That's all folks!）:733 使用《樂一通》的結局被視為對這一集悲劇情節超越了卡通喜劇的既定界限這一事實的諷刺強化。:51 它也被視為提醒人們，即使是經典卡通片“他們自己的黑暗面。”:148
《傲賽馬必須死》的情節被比作莎士比亞悲劇《泰特斯·安特洛尼克斯》，其中受辱的主角也通過餵食他的敵人來報復親戚們。:148 一些作者認為這一集不僅暗示了暴力莎士比亞悲劇，而且是對它的實際重述。:50–52:733

## 評論與迴響
《傲賽馬必須死》是南方四賤客最受好評的劇集之一，據斯通稱，這是該劇最臭名昭著的劇集之一。在IMDb 上，《傲賽馬必須死》的用戶評分是最高的《南方四賤客》劇集是所有電視劇中用戶收視率最高的劇集之一，僅次於《要愛，不要魔獸世界》。它被《紐約雜誌》評為有史以來最好的情景喜劇劇集之一，也是自1990年以來被影音俱樂部評為最佳情景喜劇劇集之一，以及《誠懇家日報》的21世紀最佳電視劇集之一。該集還在南方四賤客劇集的幾個最佳劇集中名列前茅，包括《綜藝雜誌》、IGN、Kotaku、波斯頓網的劇集，以及The Ringer。該劇集被列入《每日電訊報》和TechRadar發布的最佳南方四賤客劇集列表的前五名，並被《時代雜誌》和The Verge稱為該節目有史以來最好的劇集之一。 
數碼間諜和澳洲廣播公司SBS務將《傲賽馬必須死》列為最具爭議的南方四賤客劇集之一。《滾石雜誌》將阿ㄆㄧㄚˇ餵養傲賽馬自己的父母列為第二棒的南方時刻，稱這一集是“該劇同時具有震撼力和精彩的能力的完美高低融合”，IGN 點名阿ㄆㄧㄚˇ描述傲賽馬的眼淚是他在節目中最好的“美味”台詞。帕克和斯通將這一集選為2003年的11部最愛之一，以及2006年的10部最愛之一。在2011年南方四賤客的“粉絲年”推廣活動中，粉絲們將該劇集評為第二名。
這一集的事件在第14季的《201》中被賦予了新的含義，其中傲賽馬作為紅髮小孩分離主義運動的領導者回歸，向阿ㄆㄧㄚˇ透露，在研究他對阿ㄆㄧㄚˇ的報復時，斯科特得知他自己的父親傑克·傲賽馬（虛構的丹佛野馬隊右截鋒角色）與阿ㄆㄧㄚˇ的母親阿ㄆㄧㄚˇ媽一起生下了阿ㄆㄧㄚˇ。這意味著阿ㄆㄧㄚˇ應對自己父親的死負責，並在《傲賽馬必須死》中將他餵給同父異母的哥哥。